# Sakari Mustakallio
Sakari Mustakallio (till 1906 Schwartzberg), född 9 januari 1899 i Kuopio, död 8 december 1989 i Helsingfors, var en finländsk läkare. 
Mustakallio blev medicine och kirurgie doktor 1934, underläkare vid strålbehandlingskliniken vid Allmänna sjukhuset i Helsingfors 1935 och var överläkare 1950–1958. Han planerade den nya kliniken, som blev klar 1962. Han var professor i medicinsk radiologi vid Helsingfors universitet 1950–1967 och intresserade sig särskilt för strålbehandling av tumörer. 